# Virola megacarpa
Virola megacarpa är en tvåhjärtbladig växtart som beskrevs av Alwyn Howard Gentry. Virola megacarpa ingår i släktet Virola och familjen Myristicaceae. Inga underarter finns listade i Catalogue of Life.